# Ad rem
Die ad rem (lateinisch ad rem ‚zur Sache‘) war eine der größten deutschen regionalen Studentenzeitungen.
Sie erschien in einer Auflage von bis 18.000 Exemplaren kostenlos innerhalb der Vorlesungszeit jeden Mittwoch am Hochschulstandort Dresden. 35 Autoren schrieben die Texte, v. a. Studenten der Technischen Universität Dresden. Herausgeber war die Dresdner Magazin Verlag GmbH. Letzte Chefredakteurin war Nadine Faust.
Die ad rem erschien erstmals am 14. Dezember 1989 in Dresden. 
Am 22. Juni 2016 erschien mit der 693. Ausgabe die letzte Ausgabe. In den folgenden zwei Jahren erschien die ad rem bis Juli 2018 in Kooperation mit der MediaVista KG als Bestandteil der anderen Dresdner Studentenzeitung „CAZ“. Parallel entstand im Dezember 2016 der Blog „Campusrauschen“, auf dem Teile der ad-rem-Redaktion ihre Arbeit fortsetzten.